# فریار جواهریان
فریار جواهریان (زاده ۱۳۳۱ مشهد) است. او در فرانسه بزرگ شد  و در آمریکا در دانشگاه‌های تگزاس، می آی تی و هاروارد تحصیل کرد و پس از آن به ایران رفت و شرکت مهندسین مشاور گاما را پایه‌گذاری کرد. این شرکت امروزه برای طراحی موزه و باغ ایرانی شناخته شده است. او طراح نمایشگاه‌های بسیاری در حوزه معماری، منظر، عکاسی و سینما بوده و هست. علاوه بر این وی مدیر هنری و طراح صحنه ده فیلم است این فیلم‌ها به تمامی از آثار همسر او داریوش مهرجویی هستند.

## آثار سینمایی
کار خود را به عنوان طراح صحنه و لباس و مدیر هنری در کارهای همسرش داریوش مهرجویی آغاز کرد. هنگامی که مهرجویی در فرانسه بود و فیلم مستند داستانی «سفر به سرزمین رمبو» (۱۳۶۲) براساس زندگی آرتور رمبو برای تلویزیون فرانسه می‌ساخت فریار هم‌کاری خود را با او آغاز کرد و این همکاری در ایران هم ادامه داشت. فریار خود را معمار می‌داند اما به عنوان طراح صحنه و لباس چندین بار نامزد سیمرغ بلورین شد.
- ۱۳۶۲- سفر به سرزمین آرتور رمبو
- ۱۳۶۵- اجاره‌نشین‌ها
- ۱۳۶۶- شیرک
- ۱۳۶۸- هامون
- ۱۳۷۰- بانو
- ۱۳۷۰- کاراگاه یحیی
- ۱۳۷۱- سارا
- ۱۳۷۳- پری
- ۱۳۷۵- لیلا
- ۱۳۷۶- درخت گلابی